# Edwin de Graaf
Edwin de Graaf (Den Haag, 30 april 1980) is een Nederlands voormalig betaald voetballer en huidig voetbaltrainer.

## Spelersloopbaan
De Graaf speelde in Zoetermeer in de jeugd van DWO. Hij speelde een seizoen in de b2 van SC Feyenoord en ging toen naar DSO. Daar speelde hij ook in het eerste team in de derde klasse. In het seizoen 2000/01 speelde hij voor Hoofdklasser FC Lisse waarmee hij algeheel amateurkampioen werd. De Graaf kreeg vervolgens een amateurcontract bij Eerste divisionist RBC. De Graaf maakte zijn profdebuut op 31 augustus 2001 in het shirt van RBC Roosendaal. Hij maakte onder bondstrainer Mark Wotte tevens zijn debuut in Jong Oranje. In 2004 werd hij aangetrokken door Feyenoord, dat hem tot de winterstop nog verhuurde aan RBC. Bij Feyenoord veroverde De Graaf nooit een basisplaats. Daarom werd hij in het seizoen 2005/2006 verhuurd aan ADO Den Haag. Vanaf het seizoen 2006/2007 verkaste hij definitief naar NAC Breda. De Graaf tekende in juni 2010 een tweejarig contract bij Hibernian FC, maar dat contract werd per 31 augustus 2011 ontbonden. In januari 2011 was hij al even verhuurd aan Excelsior. Hij speelde nog een jaar bij FC Lisse en werd in 2012 assistent-jeugdtrainer bij Feyenoord. Dit kon hij niet combineren en in het seizoen 2013/14 speelde hij voor HBS. 

## Trainersloopbaan
In seizoen 2013/2014 ging hij het C2 van Feyenoord trainen.
De Graaf verruilde Feyenoord in juli 2017 voor ADO Den Haag, waar hij assistent werd van coach Alfons Groenendijk. In juli 2020 werd De Graaf aangesteld als assistent van Maurice Steijn bij NAC Breda die hij in 2021 opvolgde als hoofdtrainer. Op 24 januari 2023 werd hij  hoofdtrainer bij Roda JC. Vervolgens werd hij assistent van Alfred Schreuder in de Verenigde Arabische Emiraten.

## Statistieken
| seizoen         | club                  | wedstrijden | goals | competitie              |
| --------------- | --------------------- | ----------- | ----- | ----------------------- |
| 2001/02         | RBC Roosendaal        | 26          | 9     | Eerste divisie          |
| 2002/03         | RBC Roosendaal        | 30          | 3     | Eredivisie              |
| 2003/04         | RBC Roosendaal        | 33          | 7     | Eredivisie              |
| 2004/05         | → RBC Roosendaal      | 10          | 2     | Eredivisie              |
| 2004/05         | Feyenoord             | 4           | 0     | Eredivisie              |
| 2005/06         | Feyenoord             | 2           | 0     | Eredivisie              |
| 2005/06         | → ADO Den Haag (huur) | 23          | 3     | Eredivisie              |
| 2006/07         | NAC Breda             | 33          | 6     | Eredivisie              |
| 2007/08         | NAC Breda             | 12          | 4     | Eredivisie              |
| 2008/09         | NAC Breda             | 12          | 2     | Eredivisie              |
| 2009/10         | NAC Breda             | 30          | 6     | Eredivisie              |
| 2010/11         | Hibernian             | 7           | 0     | Scottish Premier League |
| 2010/11         | → Excelsior (huur)    | 5           | 1     | Eredivisie              |
| 2011/12         | Hibernian             | 1           | 0     | Scottish Premier League |
| 2011/12         | Excelsior             | 27          | 0     | Eredivisie              |
| Carrière totaal | Carrière totaal       | 255         | 43    |                         |